# Liste der Pfarren im Dekanat Bregenz
Das Dekanat Bregenz ist ein Dekanat der römisch-katholischen Diözese Feldkirch in Österreich.

## Seelsorgestellen mit Kirchengebäuden und Kapellen
| Seelsorgestellen     | Seelsorgeraum | Patrozinium                           | Kirchengebäude und Kapellen | Bild                      |
| -------------------- | ------------- | ------------------------------------- | --- | ------------------------- |
| Alberschwende        |               | Hl. Martin                            | Pfarrkirche Alberschwende Wendelinkapelle, Kapelle in Dreßlen-Vorholz, Marienkapelle in Fischbach, Kapelle in Maltach (siehe: Schwarzenberg), Fátimakapelle in Vorholz                      | Hl. Martin                |
| Bildstein            |               | Unserer Lieben Frau Mariä Heimsuchung | Wallfahrtskirche Bildstein Erscheinungskapelle, Kapelle Hll. Wendelin und Martin in Baumgarten, Michaelskapelle in Farnach, Lourdeskapelle in Geißbirn, Schutzengelkapelle in Oberbildstein | Mariä Heimsuchung         |
| Bregenz-St. Gallus   |               | Hl. Gallus                            | Pfarrkirche Bregenz-St. Gallus Michaelskapelle, Rüstkapelle, Ottilienkapelle, Kapelle nahe dem Altersheim                                                                                   | Hl. Gallus                |
| Bregenz-Herz Jesu    |               | Heiligstes Herz Jesu                  | Pfarrkirche Bregenz-Herz Jesu Johannes-Nepomuk-Kapelle, Kapelle im Martinsturm | Herz Jesu                 |
| Bregenz-Mariahilf    |               | Mariahilf                             | Pfarrkirche Bregenz-Mariahilf | Mariahilf                 |
| Bregenz-St. Gebhard  |               | Hl. Gebhard                           | Pfarrkirche Bregenz-St. Gebhard | St Gebhard                |
| Bregenz-St. Kolumban |               | Hl. Kolumban                          | Pfarrkirche Bregenz-St. Kolumban | Hl. Kolumban              |
| Bregenz-Fluh         |               | Hl. Wendelin                          | Pfarrkirche Bregenz-Fluh Wallfahrtskirche Hll. Gebhard und Georg in der Burgruine (Hohen)-Bregenz                                                                                           | Hl. Wendelin              |
| Buch                 |               | Peter und Paul                        | Pfarrkirche Buch | Peter und Paul            |
| Eichenberg           |               | Hl. Bernhard                          | Pfarrkirche Eichenberg Michaelskapelle in Trögen | Hl. Bernhard              |
| Hard                 |               | Hl. Sebastian                         | Pfarrkirche Hard Filialkirche Hl. Martin | Hl. Sebastian             |
| Hörbranz             |               | Hl. Martin                            | Pfarrkirche Hörbranz Kollegkirche Unbefleckte Empfängnis, Dreifaltigkeitskapelle in Fronhofen, Rochuskapelle in Giggelstein, Mariahilfkapelle in Leiblach, Versorgungsheimkapelle           | Hl. Martin                |
| Hohenweiler          |               | Hl. Georg                             | Pfarrkirche Hohenweiler Franz-Xaver-Kapelle, Klosterkirche der Abtei Mariastern-Gwiggen | Hl. Georg                 |
| Kennelbach           |               | Hl. Josef                             | Pfarrkirche Kennelbach Kapelle Mariahilf auf der Halden in Herzenmoos, Antoniuskapelle | Hl. Josef                 |
| Langen               |               | Hl. Sebastian                         | Pfarrkirche Langen bei Bregenz Kapelle im Abt-Pfanner-Haus, Mariä-Heimsuchung-Kapelle in Hirschbergsau, Marienkapelle auf dem Hirschberg, Alte und Neue Fatimakapelle auf dem Stollen       | Hl. Sebastian             |
| Lauterach            |               | Hl. Georg                             | Pfarrkirche Lauterach Klosterkirche Mariä Verkündigung der Redemptoristinnen, Lourdeskapelle in Unterdorf, Kapelle im Altersheim                                                            | Hl. Georg                 |
| Lochau               |               | Hl. Franz Xaver                       | Pfarrkirche Lochau Dreifaltigkeitskapelle in Fallenberg, Kapelle in Flühlen, Kapelle in Grünegger, Rochuskapelle in Kugelbeer, Kapelle am Tannenbach, Theresiakapelle am Pfänder            | Hl. Franz Xaver           |
| Möggers              |               | Hl. Ulrich                            | Pfarrkirche Möggers Ulrichskapelle | Pfarrkirche Hl. Ulrich    |
| Müselbach            |               | Hll. Herz Jesu und Mariae             | Expositurkirche Müselbach | Hll. Herz Jesu und Mariae |
| Schwarzach           |               | Hl. Sebastian                         | Pfarrkirche Schwarzach Lourdeskapelle, Kapelle Linzenberg | Hl. Sebastian             |
| Wolfurt              |               | Hl. Nikolaus                          | Pfarrkirche Wolfurt Josefskapelle in Rickenbach | Hl. Nikolaus              |

## Dekanat Bregenz
Das Dekanat gehörte bis 1819 zum Bistum Konstanz.